# Maule (regio)
Maule is een van de zestien regio's van Chili en heeft als regionummer het Romeinse nummer VII. De hoofdstad van de regio is Talca. De regio is gelegen in het midden van het land en vernoemd naar de rivier de Maule.

## Provincies
De regio Maule bestaat uit vier provincies:
- Cauquenes
- Curicó
- Linares
- Talca

## Gemeenten
De regio Maule bestaat uit dertig gemeenten:
- Cauquenes
- Chanco
- Colbún
- Constitución
- Curepto
- Curicó
- Empedrado
- Hualañé
- Licantén
- Linares
- Longaví
- Maule
- Molina
- Parral
- Pelarco
- Pelluhue
- Pencahue
- Rauco
- Retiro
- Río Claro
- Romeral
- Sagrada Familia
- San Clemente
- San Javier de Loncomilla
- San Rafael
- Talca
- Teno
- Vichuquén
- Villa Alegre
- Yerbas Buenas

Arica y Parinacota · Tarapacá · Antofagasta · Atacama · Coquimbo · Valparaíso · O'Higgins · Maule · Ñuble · Biobío · Araucanía · Los Ríos · Los Lagos · Aysén · Magallanes · Región Metropolitana de Santiago